# Cry Baby Cry
Cry Baby Cry (Lennon/McCartney) är en låt av The Beatles från 1968.

## Låten och inspelningen
En dunkel och stämningsfull låt som återger fraser från barnvisor men använda i ett annorlunda sammanhang. Låten sattes under tre dagar (15, 16 och 18 juli 1968) och det var under denna inspelning som George Martins mångårige medhjälpare, ljudtekniken Geoff Emerick sade upp sig på grund av den usla stämningen under sessionerna 1968, inte minst under Ob-La-Di, Ob-La-Da som man färdigställt precis före denna låt. Cry Baby Cry är ett exempel på de många influenser från dunkla barn- och ungdomsminnen som The Beatles använde sig av vid denna tid. Låten kom med på LP:n The Beatles, som utgavs i England och USA 22 november respektive 25 november 1968.